# Le Christ endormi pendant la tempête
Le Christ endormi pendant la tempête – ou Christ sur le lac de Genesareth – est un tableau réalisé par le peintre français Eugène Delacroix vers 1853. Cette huile sur toile est une peinture chrétienne qui illustre un passage du Nouveau Testament. Elle représente Jésus-Christ endormi dans une embarcation sur le lac de Tibériade, pendant une tempête. Elle est conservée au Metropolitan Museum of Art, à New York, aux États-Unis.

## Sujet
Delacroix a peint au moins six versions de ce passage du Nouveau Testament : réveillé par ses disciples terrifiés, le Christ les a grondés pour leur manque de confiance en la Providence. Cet épisode est appelé, le Miracle de la tempête apaisée. 
Le lac de Génézareth ou lac de Tibériade, ou encore mer de Galilée, lac de Kinneret, est un lac d'eau douce d'une superficie de 160 km2 situé au nord-est d'Israël entre le plateau du Golan et la Galilée.           

## Variantes
Dans les travaux antérieurs, le paysage marin est plus important ; dans les derniers, comme ici, la barque du Christ occupe une place plus importante.
Une autre œuvre de la même époque, de composition similaire, huile sur toile de 46 × 54 cm, est conservée au Portland Art Museum.
Un autre point de vue, plus éloigné est conservé au Walters Art Museum :  Le Christ sur le lac de Génésareth est aussi une huile sur toile de 60 × 73 cm, réalisée en 1854. 

## Galerie

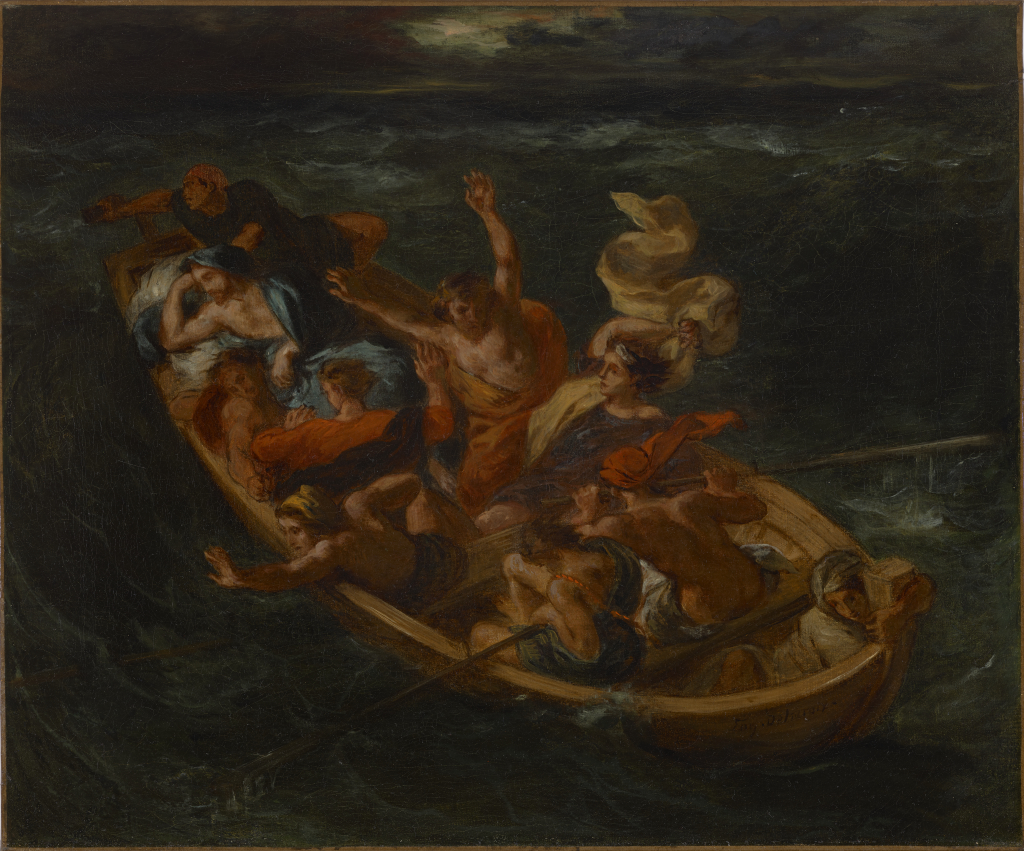
Christ sur le lac de Genesareth vers 1853 Portland Art Museum.
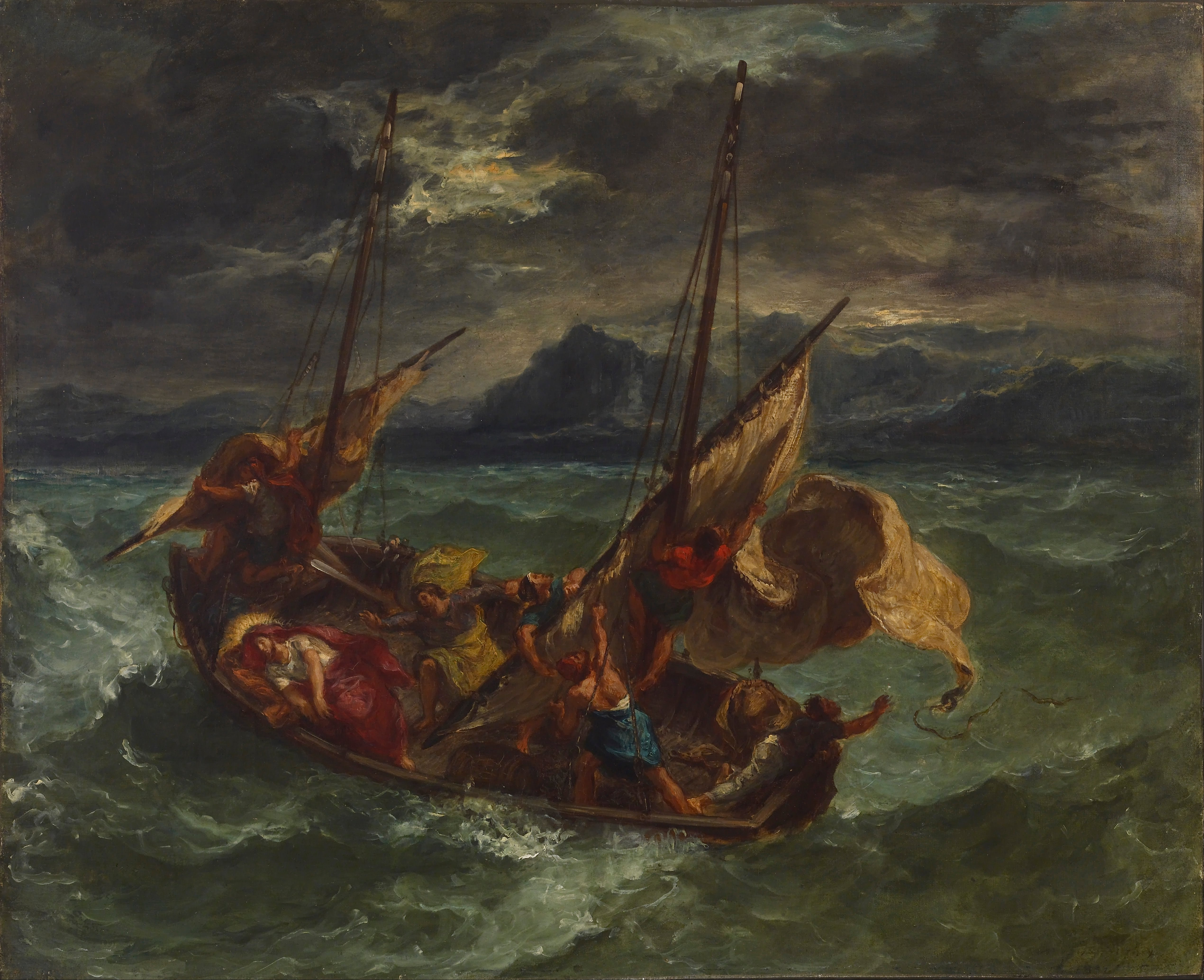
Le Christ sur le lac de Génésareth, 1854 Walters Art Museum.